# جم (أمجز)
جم (بالفارسية: جم) هي قرية تقع في إيران في قسم أمجز الريفي.